# 宁诚 (明朝宦官)
宁诚（？年—1518年），字克敬，明朝正德时期的御马监太监。

## 生平
正德年间，担任御马监太监。
正德十一年（1516年），出任两广镇守太监。正德十三年（1518年），去世。